# ピエール・シュール・オート軍用無線局
ピエール・シュール・オート軍用無線局（ピエールシュールオートぐんようむせんきょく、フランス語: Station hertzienne de Pierre-sur-Haute）は、フランスの軍事通信施設。敷地面積は30ヘクタールに及び、ロワール県のコミューン・ソヴァン (fr) およびピュイ＝ド＝ドーム県のコミューン・ジョブ (fr) の境界点に位置する。なお、隣接する民用中継無線局は電話会社TéléDiffusion de France社によって建造されたものである。

## 歴史
1913年、フランス語で「シャップ信号」と呼ばれる腕木信号機が、現在軍用無線局がある場所に建造された。この時はまだ、頂端に腕木信号機がついた小さな石造建築物にすぎなかった。
冷戦下の1961年、ヨーロッパの信号網「ACE Highシステム」を構築するべく、82の無線局のひとつとしてこれを建造するよう、NATOからフランス軍に依頼があった。この信号網において、ピエール・シュール・オート軍用無線局はLachens (FNIZ) 局を南方と中継し、Mont-Aout (FADZ) 局を北方と中継していた。

## 役割
ピエール・シュール・オート軍用無線局はフランス空軍の管轄下にあり、80キロメートル離れたリヨン＝モン・ヴェルダン空軍基地の支部である。フランスを南北に縦断する4無線局のひとつとして、他の3局（ラコーヌ、アンリシュモン、ロシュフォール空軍基地）と交信を行う。

フランスによる核攻撃命令はここを経由すると言われている。
1994年に空軍 監視・情報・通信系司令部 (Commandement Air des Systèmes de Surveillance d’Information et de Communications) の一部として設立され、2006年元日からは基地網・情報系統合方面軍 (Direction interarmées des réseaux d'infrastructure et des systèmes d'information) 隷下となった。
本無線局の局長は少佐が務める。人員は、電気技術者、整備士、料理人など約20人を擁する。

## 施設

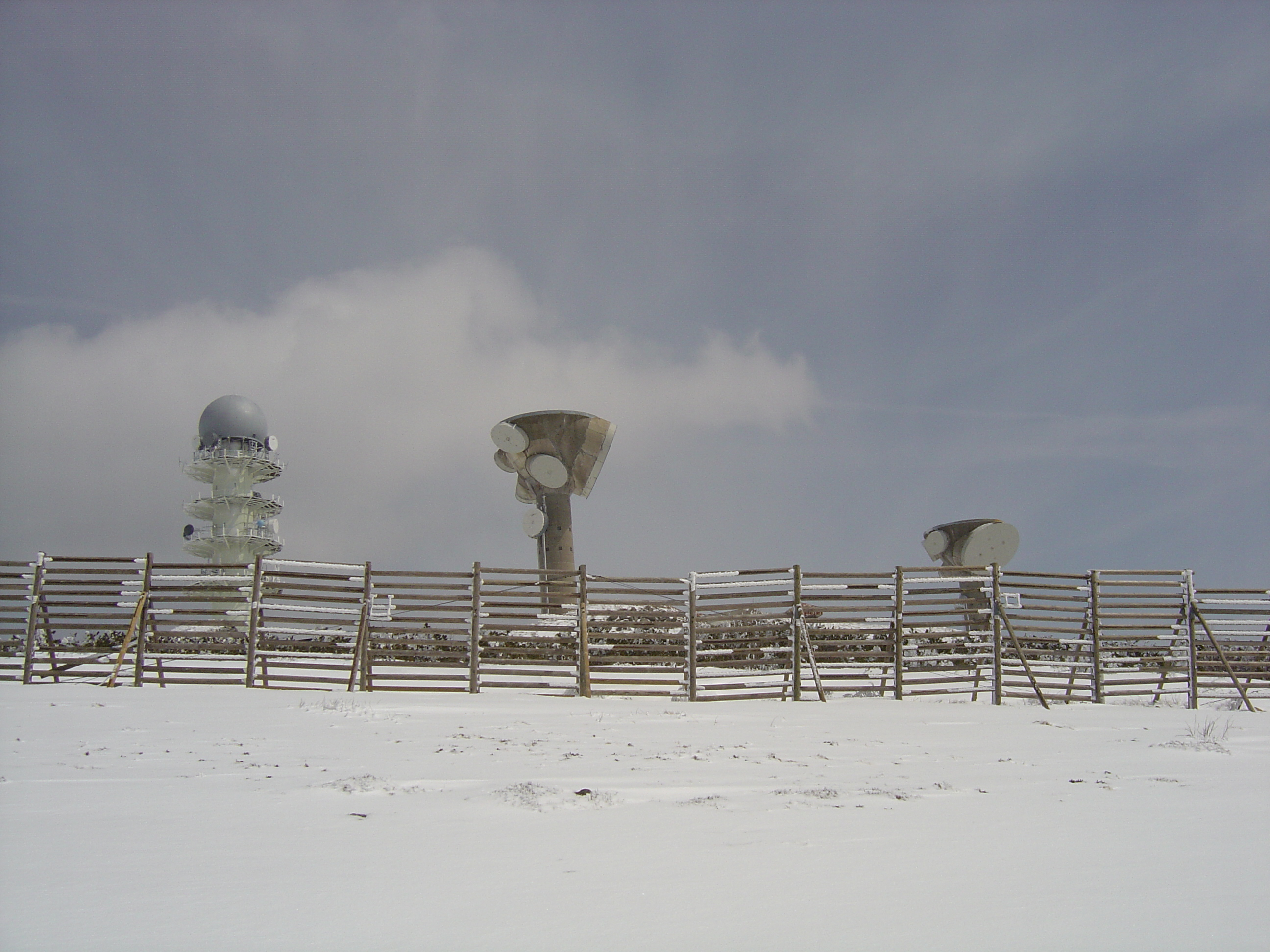
ピエール・シュール・オートのコンクリート塔に設置された軍用無線設備

ロワールとピュイ＝ド＝ドームの2県の境界上、ソヴァンとジョブの間の30ヘクタールの敷地に位置する。周辺は木製・金属製の高い柵で囲われており、軍事参謀や従業員はヘリコプターか道路を通って入退場する。道路は関係者以外通行が禁じられている。

### 建屋
高さ30メートルのコンクリート塔2棟は、1991年より無線の送受信に使用されている。いずれも核爆発に耐えるよう建造された。
この他、厨房や食堂、寝室を備えた居住棟や車庫がある。冬季は積雪するため、建造物間は全長30メートルの地下道で行き来できるようになっている。

### 地下施設
この無線局で最も重要な部分は、伝送発信に使用される地下部である。電波塔からの通信は2メガビット毎秒の速度で分析され、適宜伝送される。
ファラデーケージによる電磁パルス対策や陽圧室など、化学的・生物学的・放射線的あるいは核の攻撃に対する様々な強固な防壁を擁しており、独立した水源と電源を有する。

## 検閲
2013年4月、フランスの治安情報機関である国内情報中央局（Direction centrale du renseignement intérieur、略称DCRI）はこの無線局を標題とするフランス語版ウィキペディアの項目を削除させようとし、この無線局は一躍注目の的となった。削除の要請を受けたウィキメディア財団は、その項目のどこの記述が諜報機関にとって問題であるのか尋ねたが、DCRIは回答を拒否し、項目全体の削除要求を繰り返した。ウィキメディア財団が項目の削除を拒否すると、DCRIは今度はフランス国内在住のフランス語版ウィキペディアの管理ボランティアの一名（レミ・マティス、2007年10月18日からフランス語版ウィキペディアの管理者）に接触し、項目を削除するよう圧力をかけ、そのボランティアは服従した。ウィキメディア・フランス地区会の声明によると、
その後、削除された項目は他のウィキペディア寄稿者によって復帰された。フランス内務省はフランス通信社の取材に対して、この件に関するコメントは差し控えたいと回答している。この騒動の結果、当該項目はフランス語版ウィキペディアで2013年4月の最も閲覧されたページとなり、更には各言語版に次々と翻訳されていった。フランスの新聞『20ミニュッツ』はこの一件を指して、ストライサンド効果の好例であると指摘した。